# Matamoras (Pennsylvanie)
Pour les articles homonymes, voir Matamoras.
Matamoras est un borough situé dans le comté de Pike, dans l’État de Pennsylvanie, aux États-Unis. Sa population s’élevait à 2 469 habitants lors du recensement de 2010, estimée à 2 359 habitants en 2017. Matamoras est en outre située à proximité de la frontière avec les États de New York et du New Jersey. Un pont la relie à Port Jervis, dans l’État de New York.

## Galerie photographique

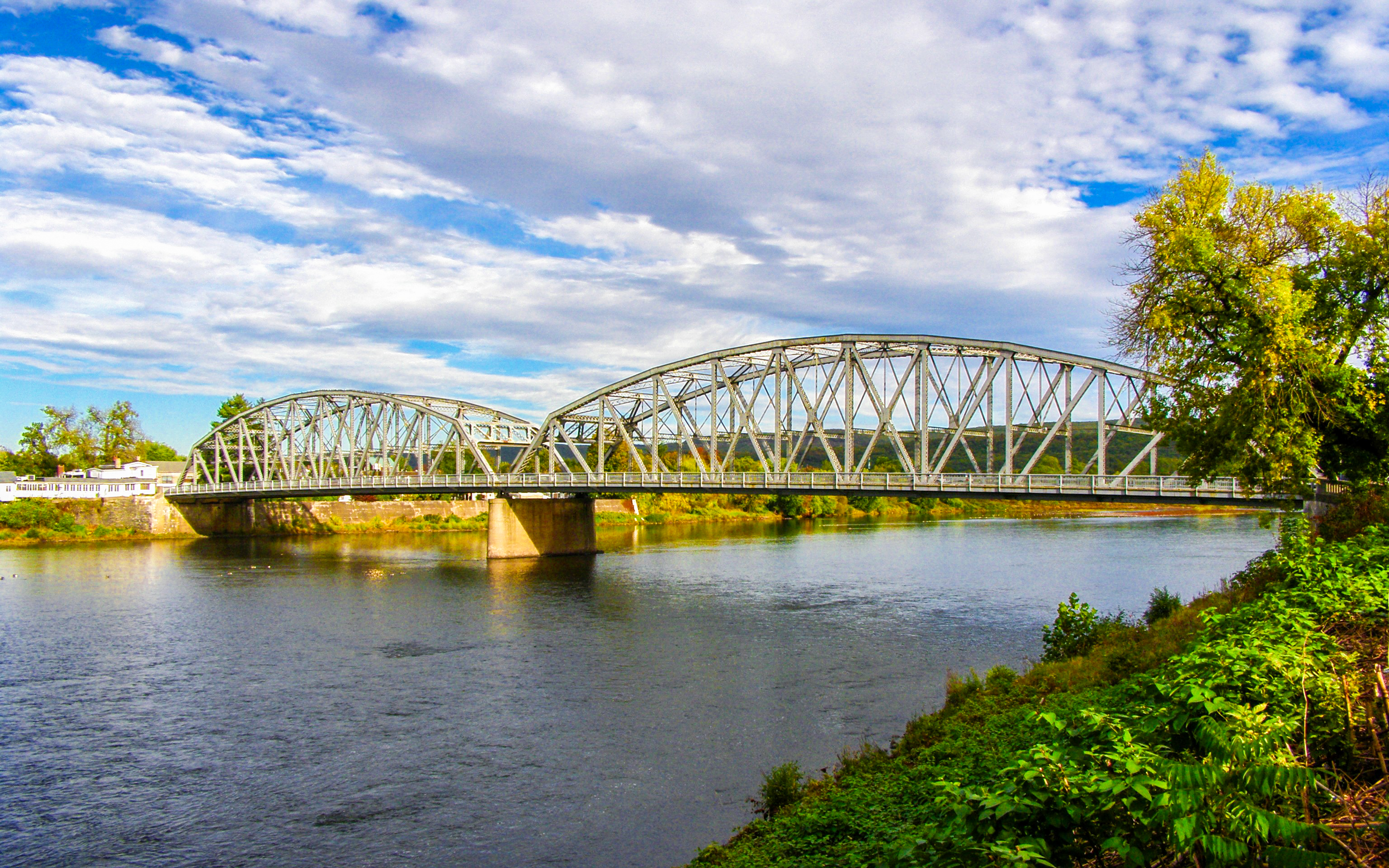
Le pont reliant Matamoras à Port Jervis

## À noter
Matamoras est la localité située le plus à l’est de l’État.

## Source
- (en) Cet article est partiellement ou en totalité issu de l’article de Wikipédia en anglais intitulé « Matamoras, Pennsylvania » (voir la liste des auteurs).